# Station Żmigród Miasto
Station Żmigród Miasto is een spoorwegstation in de Poolse plaats Żmigród.